# 왜 태어났니?
《왜 태어났니?》는 tvN D에서 제작한 대한민국의 웹드라마이다. 개그맨 황제성이 형 '황땡큐'와 동생 '황죄송' 역을 맡아 1인 2역의 연기를 펼치며 정극연기와 희극연기를 모두 보여 준다. 어릴 적부터 성실하고 모든 것에 모범적인 형을 시기하며 오로지 형을 이기기 위해서라면 어떤 반칙도 서슴지 않는 동생이, 형의 피자집을 무너뜨리기 위해 새로운 피자집을 차려 막장으로 운영한다는 설정. 또한 배달원들의 배달음식 토핑 빼먹기, 배달앱의 인플루언서 쿠폰, 일본 불매운동, 인스타그램 핫플레이스 마케팅 등 최신 이슈를 패러디하였다.

## 출연진
- 황제성 : 황땡큐, 황죄송 역
- 김민교 : 김민교 역
- 정민규[3] : 정민규 역
- 레이디 제인 (가수) : 카페 힙스터사장 레이디제인 역
- 이상훈 (희극인) : 이상훈TV 유튜버 역
- 하지영 : 리포터 하지영 역
- 양배차 : 생일도 배차담당 양배차 역

## 회차정보
- 1화 : <배달음식 시켰을 대 빡치는 순간 (ft.빼먹기빌런 황죄송)>링크
- 2화 : <인스타감성 핫플레이스가 불편한 이유>링크
- 3화 : <일본산 방사능 제품 쓰는 가게 참교육한 썰>링크
- 4화 : <황제성의 욕바가지로 장식한 대환장피날레>링크
- NG클립 : <뽀스베이비 대사 암기력 어디갔시봉? 황제성 그도 인간이었음을 알게해주는 현웃대잔치 왜태어났니 NG모음(ft.23 아이덴티티 황제성)> : tvN D ENT의 '몰래보는 TV' 포맷으로 제작됨.링크